# Groupe d'Étude et de Recherche sur les Primates de Madagascar
Groupe d'étude et de recherche sur les primates de Madagascar (Nederlands: Groep voor studie en onderzoek van primaten van Madagaskar), afgekort GERP, is een organisatie zonder winstoogmerk dat zich inzet voor het onderzoek en behoud van lemuren op Madagaskar. De organisatie werd op 5 april 1994 opgericht door de regering en medewerkers van de Universiteit van Antananarivo, het hoofdkantoor is gevestigd op de campus van deze universiteit. In 2012 had de organisatie ongeveer tweehonderd leden, voornamelijk biologen en primatologen.

## Doelstellingen
De organisatie verricht onderzoek naar lemuren en hun geografische verspreiding. Ook maken ze plannen om soorten te beschermen en brengen ze verzwakte lemuren over naar dierentuinen en beschermde gebieden. Samen met andere organisaties voor natuurbehoud verzorgen ze educatieve programma's voor de lokale bevolking om hen te onderwijzen in de noodzaak van de bescherming van lemuren en hoe ze hieraan mee kunnen helpen.

## Ontdekking van nieuwe soorten
Onderzoekers van GERP hebben drie nieuwe lemuren ontdekt van het geslacht Microcebus (muismaki's):
- Microcebus berthae (2000), vernoemd naar Professor Berthe Rakotosamimanana, medeoprichter van GERP[2]
- Microcebus macarthurii (2008), vernoemd naar de MacArthur Foundation, medesponsor GERP[3]
- Microcebus gerpi (2012), vernoemd naar GERP[4]

Bibikely Biodiversity Institute · Groupe d'Étude et de Recherche sur les Primates de Madagascar (GERP) · Madagascar Biodiversity Center · Madagascar Fauna Group · Madagascar National Parks · Velondriake